# Robert Torrens
Robert Torrens (1780, Hervey Hill, Derry - 27 de mayo de 1864, Londres) fue un economista, militar británico, propietario del influyente diario Globe y prolífico escritor. Era hijo de Robert Torrens de Hervey Hill. La familia Torrens, era una extensa y prominente familia de la ciudad de Londonderry en la isla de Irlanda, que se cree que puede descender de un oficial sueco que batalló al servicio del rey Guillermo III de Inglaterra. Entre sus numerosos primos se encuentran el distinguido asesor militar Sir Henry Torrens y otro Robert Torrens, juez del Tribunal de Causas Comunes (Irlanda). Como economista, destaca sus trabajo sobre comercio internacional, enunció "el principio de la ventaja comparativa", en 1815, de forma independiente al economista David Ricardo que no publicó su teoría de la ventaja comparativa hasta abril de 1817.

## Publicaciones de Robert Torrens
Las publicaciones de Robert Torrens, de diversas materias son:
- The Economists Refuted, 1808.
- Celibia Choosing a Husband (1809).
- An Essay on Money and Paper Currency, 1812.
- An Essay on the External Corn Trade, 1815.
- An Essay on the Production of Wealth, 1821.
- Letters on Commercial Policy, 1833.
- On Wages and Combination, 1834.
- The Colonization of South Australia 1835
- The Principles and Practical Operation of Sir Robert Peel's Bill of 1844, 1844.
- Tracts on Finance and Trade, 1852.

- Datos: Q1346375
- Multimedia: Robert Torrens / Q1346375